# Haunt
Haunt is een ep van de Britse band Bastille. De ep was de eerste officiële muziekuitgave van de groep in de VS. Hij bevat 4 tracks en opent met de hitsingle Pompeii.

## Tracks
Alle muziek en teksten zijn geschreven door Dan Smith. 
| 1.                 | Pompeii      | 3:34 |
| 2.                 | Overjoyed    | 3:26 |
| 3.                 | Bad Blood    | 3:32 |
| 4.                 | Haunt (demo) | 2:51 |
| Totale duur: 13:23 |              |      |